# Думычи (Подлесянский сельский совет)
Думычи (укр. Думичі) — село в Добросинско-Магеровской сельской общине Львовского района Львовской области Украины.
Население по переписи 2001 года составляло 175 человек. Занимает площадь 6,17 км². Почтовый индекс — 80327. Телефонный код — 3252.